# Музикін Василь Пилипович
Музикін Василь Пилипович (08.04.1918 - 28.05.1980) - офіцер, учасник радянсько - фінської та Другої світової війни, який за особисту мужність та відвагу був удостоєний звання Герой Радянського Союзу з врученням ордена Леніна та медалі Золота Зірка (21.03.1940), також нагороджений орденом Червоного Прапора, орденом Вітчизняної війни І ст., двома орденами Червоної Зірки. Народився в селі Зарожне, Чугуївського району, Харківської області. Після виходу у відставку в чині полковника жив у місті Чугуєві. На будівлі Зарожненського НВК встановлено меморіальну дошку Музикіну Василю Пилиповичу.